# Katastrofa lotu One-Two-GO Airlines 269
Katastrofa lotu One-Two-GO Airlines 269 – katastrofa lotnicza z 16 września 2007 samolotu typu McDonnell Douglas MD-82, rejsu nr 269 tajskich tanich linii lotniczych One-Two-GO Airlines, lecącego z portu lotniczego Don Muang w Bangkoku do portu lotniczego Phuket na wyspie-kurorcie Phuket w Tajlandii.

## Katastrofa
Samolot (nr rejestracji HS-OMG) rozbił się podczas lądowania po mocnym przyziemieniu na drodze startowej przy silnym wietrze podczas ulewy tropikalnej. Samolot wpadł w poślizg i opuścił pole wzlotów, wpadając pomiędzy drzewa pobliskiej dżungli, rozbijając się na dwie części i stając w płomieniach. Ze 130 osób na pokładzie (123 pasażerów i 7 członków załogi) 90 zginęło i 40 zostało rannych.
Była to trzecia pod względem skali katastrofa lotnicza w historii Tajlandii, po katastrofie lotu Thai Airways 261 z 1998 (101 ofiar śmiertelnych) i katastrofie lotu Lauda Air 004 z 1991 (223 ofiary śmiertelne).

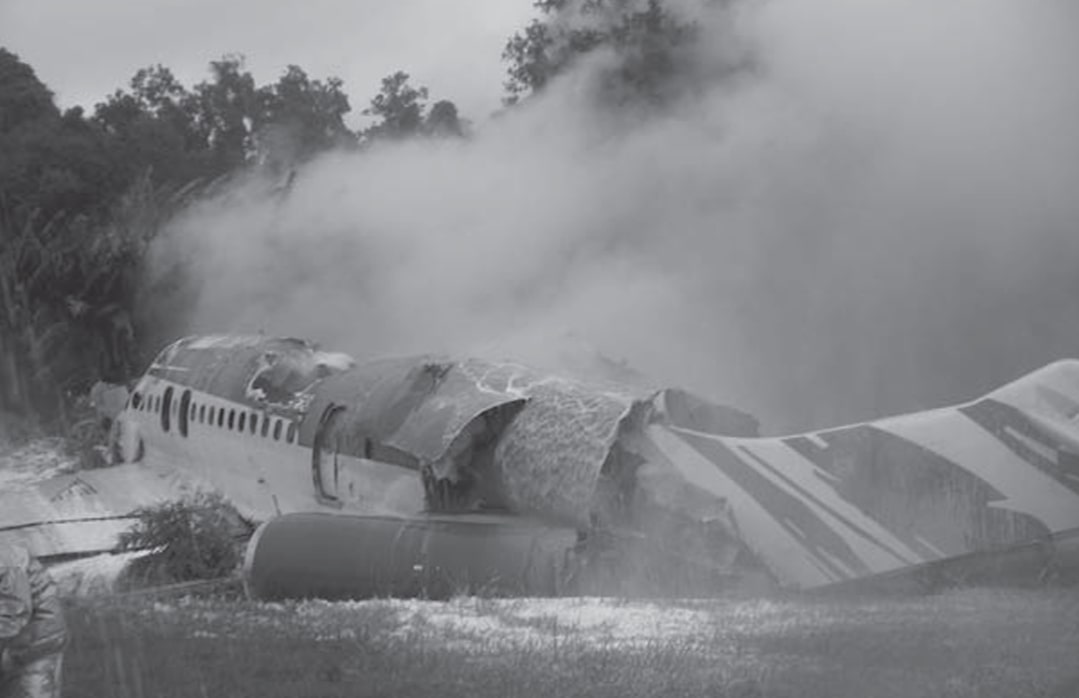

## Ofiary
| Kraj              | Pasażerowie | Załoga | Razem | Ofiary śmiertelne | Ocaleni |
| ----------------- | ----------- | ------ | ----- | ----------------- | ------- |
| Tajlandia         | 45          | 7      | 53    | 38                | 15      |
| Francja           | 10          | -      | 10    | 9                 | 1       |
| Izrael            | 10          | -      | 10    | 8                 | 2       |
| Wielka Brytania   | 10          | -      | 10    | 8                 | 2       |
| Niemcy            | 5           | -      | 5     | 1                 | 4       |
| Stany Zjednoczone | 5           | -      | 5     | 4                 | 1       |
| Szwecja           | 4           | -      | 4     | 2                 | 2       |
| Australia         | 3           | -      | 3     | 2                 | 1       |
| Iran              | 3           | -      | 3     | -                 | 3       |
| Japonia           | 3           | -      | 3     | 1                 | 2       |
| Holandia          | 2           | -      | 2     | -                 | 2       |
| Kanada            | 2           | -      | 2     | 1                 | 1       |
| Turcja            | 2           | -      | 2     | 1                 | 1       |
| Austria           | 1           | -      | 1     | -                 | 1       |
| Irlandia          | 1           | -      | 1     | 1                 | -       |
| Włochy            | 1           | -      | 1     | -                 | 1       |
| Brak danych       | 16          | -      | 16    | 14                | 2       |
| Razem             | 123         | 7      | 130   | 90                | 40      |